# Ранко Поповић (професор)
Ранко Поповић (Залом код Невесиња, 28. мај 1961) је редовни професор на Филозофском факултету у Бањој Луци, гдје предаје предмет Српска књижевност 20. вијека. Исти предмет предаје и на Филозофском факултету Универзитета у Источном Сарајеву. Аутор је бројних књига, као и приређивач и уредник двадесетак хрестоматија, научних и пјесничких зборника.

## Биографија
Ранко Поповић је рођен 1961. године у Залому код Невесиња. Школовао се у Сарајеву, гдје је 1985. дипломирао на Филозофском факултету. Магистрирао је 1990. године на Филозофском факултету у Београду, а докторирао 2005. на Филозофском факултету у Бања Луци. На истом факултету је и запослен у звању ванредног професора за предмет Српска књижевност 20. вијека. Исти предмет предаје и на Филозофсом факултету Пале Универзитета у Источном Сарајеву.
Приређивач и уредник двадесетак хрестоматија, научних и пјесничких зборника. За четверотомну Библиографију књижевних прилога у листовима и часописима Босне и Херцеговине, Институт за књижевност у Сарајеву 1991, урадио је 18 библиографија са предговорим. Уређивао је издања Филозофског факултета у Бања Луци, едицију Пјеснички избор Завода за уџбенике Републике Српске, а тренутно је члан редакција књижевних часописа Нова зора и Крајина, као и Прилога, стручног гласила Друштва наставника српског језика и књижевности РС. Био је координатор научног пројекта Православна духовност српске књижевности 20. вијека и уредник истоименог зборника радова, 2010. Сарадник је Енциклопедије Републике Српске у Редакцији за књижевност. Добитник Награде „Ђорђе Јовановић” за критику и есејистику 2009, у Београду, као и Награде „Николај Тимченко” за књижевнонаучно дјело 2013. године у Лесковцу.
За дописног члана АНУРС-а у радном саставу изабран је 21. децембра 2018. године.

### Књиге
- Завјетно памћење пјесме (Источно Сарајево, 2007)
- Чин препознавања (Бања Лука, 2009)
- Горка ведрина истока. Хумор у Андрићевим романима (Бања Лука, 2012)
- Парадокси и молитве (Ниш, 2013)
- Ризничари и памтитељи (с групом аутора, Бања Лука, 2013)
- Трагедија без катарзе (Бања Лука, 2014)
- Ријечи за сретање (Лесковац, 2014)
- Пјесник великог помирења. Особености умјетничког израза Бранка Ћопића (Бања Лука, 2015)
- Читати и бити (Бања Лука, 2017)

### Приређивачко-критички рад
- Педесет година Позоришта Приједор (Приједор, 2005)
- Дјела Владимира Настића, 1-4 (Источно Сарајево, 2007)
- Дела Николе Кољевића, 1-6 (Београд/Бања Лука, 2012)
- Изабрана дела Бранка Ћопића, I-V (Београд, 2015)